# Florent Pagny
Florent Pagny (* 6. listopadu 1961, Chalon-sur-Saône, Saône-et-Loire, Francie) je francouzský zpěvák a herec.
Mezi jeho nejznámější písně patří N'importe quoi, Savoir aimer, Ma Liberté de penser, Caruso, Et un jour une femme, Là où je t'emmènerai a Si tu veux m'essayer. Za celou svou kariéru zatím prodal celkově přes 15 milionů hudebních nosičů.

## Diskografie

### Studiová alba
- Merci (1990)
- Réaliste (1992)
- Rester vrai (1994)
- Savoir aimer (1997)
- Châtelet les Halles (2000)
- Ailleurs land (2003)
- Abracadabra (2006)
- C'est comme ça (2009)
- Tout et son contraire (2010)
- Vieillir avec toi (2013)

### Kompilace
- Bienvenue chez moi (1995)
- RéCréation (1999)
- Baryton (2004)
- Pagny chante Brel (2007)
- Baryton. Gracias a la vida (2012)

### Koncertní alba
- En concert (1998)
- Été 2003 à l'Olympia (2003)
- Baryton, l'intégrale du spectacle (2005)
- Ma liberté de chanter - Live acoustic (2012)

### Singly
- N'importe quoi
- Laissez-nous respirer
- Comme d'habitude
- J'te jure
- Ça fait des nuits
- Presse qui roule
- Prends ton temps
- Tue-moi
- Qu'est-ce qu'on a fait ?
- Est-ce que tu me suis ?
- Si tu veux m'essayer
- Caruso
- Oh Happy Day
- Savoir aimer
- Chanter
- D'un amour l'autre
- Dors
- Mourir les yeux ouverts
- Jolie Môme
- Les Parfums de sa vie (je l'ai tant aimée)
- Et un jour une femme
- Châtelet-Les Halles
- Terre
- L'Air du temps (s Cécilií Cara)
- We are the champions
- Ma liberté de penser
- Je trace
- Demandez à mon cheval
- Ailleurs Land
- Le feu à la peau
- Y'a pas un homme qui soit né pour ça (s Calogerem a Pascalem Obispo)
- Io le canto per te
- Guide me home
- Là où je t'emmènerai
- Le mur
- A tout peser à bien choisir
- Un ami (s Marcem Lavoinem)
- La chanson de Jacky
- De part et d'autre
- C'est comme ça
- Amar y amar
- Si tu n'aimes pas Florent Pagny
- Te jeter des fleurs
- 8e merveille
- Je laisse le temps faire
- La Soledad
- A la huella a la huella
- Les murs porteurs
- Vieillir avec toi

## Filmografie

### Film
| Rok  | Název                                 | Role                     |
| ---- | ------------------------------------- | ------------------------ |
| 1980 | Inspektor popleta                     | Kamarád Michela Clémenta |
| 1981 | Les Surdoués de la première compagnie |                          |
| 1982 | Eso es                                | Boxer                    |
| 1982 | Práskač                               | Simoni                   |
| 1982 | Čest kapitána                         | La Ficelle               |
| 1983 | Effraction                            | Mladý muž                |
| 1984 | T'es folle ou quoi ?                  |                          |
| 1984 | Pevnost Saganne                       | Lucien                   |
| 1984 | Les Fauves                            | Nino                     |
| 1986 | Žena mého života                      | Serge                    |
| 1987 | François Villon - Poetul vagabond     |                          |
| 1987 | Les Keufs                             | Jean-Pierre              |
| 1990 | Dívka z hor                           | Tom                      |
| 1995 | Tom est tout seul                     | Tom                      |
| 2003 | Quand je vois le soleil               | Raphaël                  |
| 2003 | Les Visages d'Alice                   | Manuel Weiss             |
| 2003 | Les Clefs de bagnole                  | Komik                    |

### Televize
| Rok       | Název                         | Role           | Poznámky                |
| --------- | ----------------------------- | -------------- | ----------------------- |
| 1982      | Non récupérables              | Birollet       | Televizní film          |
| 1982      | Marion, profession Détective  | Chris          | Televizní seriál        |
| 1983      | Fou comme l'oiseau            | Pierre Louvran | Televizní film          |
| 1985      | Le mariage blues              | Jim            | Televizní film          |
| 1985      | Néo Polar                     | Jean Lortie    | Televizní seriál        |
| 1987      | Cinéma 16                     | Michel         | Televizní seriál        |
| 1988      | La Chaîne                     | Gérard Franck  | Televizní seriál        |
| 1992      | Jo et Milou                   | Milou          | Televizní film          |
| 2001      | Star Academy                  |                | Sponzor                 |
| 2004      | Milady                        | D'Artagnan     | Televizní film          |
| 2010      | Zatmění Země                  | Manuel Weiss   | Televizní film          |
| 2012–2014 | The Voice, la plus belle voix | Sám sebe       | Porotce v 1. - 3. sérii |